# Karate-Europameisterschaften 2025
Die 60. Karate-Europameisterschaften der European Karate Federation wurden vom 7. bis 11. Mai 2025  in Jerewan, Armenien ausgetragen. Insgesamt starteten 556 Teilnehmer aus 49 Nationen.

## Medaillen Herren

### Einzel
| Kategorie     | Gold                 | Silber             | Bronze                             |
| ------------- | -------------------- | ------------------ | ---------------------------------- |
| Kata          | Enes Özdemir         | Raul Martin Romero | Vladimir Mijac Alessio Ghinami     |
| Kumite -60 kg | Akhmed Akhmedov      | Orges Arifi        | Yura Zalyan Balsa Vojinovic        |
| Kumite -67 kg | Omer Abdurrahim Özer | Iurik Ogannisian   | Nenad Dulovic Muhammed Özdemir     |
| Kumite -75 kg | Ernest Sharafutdinov | Nemanja Mikulic    | Konstantinos Zygouris Betim Maliqi |
| Kumite -84 kg | Ivan Kvesic          | Valerii Chobotar   | Gor Nersisyan Janne Haubold        |
| Kumite +84 kg | Mehdi Filali         | Andjelo Kvesic     | Matteo Avanzini Ryzvan Talibov     |

### Mannschaft
| Kategorie | Gold    | Silber   | Bronze                  |
| --------- | ------- | -------- | ----------------------- |
| Kata      | Spanien | Italien  | Frankreich Türkei       |
| Kumite    | Italien | Kroatien | Frankreich Griechenland |

## Medaillen Damen

### Einzel
| Kategorie     | Gold                 | Silber                    | Bronze                                    |
| ------------- | -------------------- | ------------------------- | ----------------------------------------- |
| Kata          | Terryana D'Onofrio   | Helvetia Taily            | Paola Garcia Lozano Dilara Bozan          |
| Kumite -50 kg | Ema Sgardelli        | Erminia Perfetto          | Shara Hubrich Aleksandra Mihailova        |
| Kumite -55 kg | Mia Bitsch           | Jennifer Warling          | Ivet Goranova Anna Chernysheva            |
| Kumite -61 kg | Oleksandra Sholohova | Beata Girviva             | Anastasiia Semenenko Anna-Johanna Nilsson |
| Kumite -68 kg | Hannah Riedel        | Maria Isabel Nieto Mejias | Elena Quirici Elina Sieliemienieva        |
| Kumite +68 kg | Kyriaki Kydonaki     | Dariia Bulay              | Nikolina Golombos Maria Garcia Torres     |

### Mannschaft
| Kategorie | Gold                                                                                | Silber     | Bronze             |
| --------- | ----------------------------------------------------------------------------------- | ---------- | ------------------ |
| Kata      | Spanien                                                                             | Portugal   | Frankreich Italien |
| Kumite    | Deutschland Mia Bitsch Shara Hubrich Hannah Riedel Johanna Kneer Madeleine Schröter | Frankreich | Kosovo Italien     |

## Medaillenspiegel
Ausrichter 
| Platz | Land         | Gold | Silber | Bronze | Gesamt |
| ----- | ------------ | ---- | ------ | ------ | ------ |
| 1     | Deutschland  | 3    | 0      | 4      | 7      |
| 2     | Italien      | 2    | 2      | 4      | 8      |
| 3     | Spanien      | 2    | 2      | 2      | 6      |
| 4     | Kroatien     | 2    | 2      | 1      | 5      |
| 5     | EKF-1        | 2    | 1      | 1      | 4      |
| 6     | Türkei       | 2    | 0      | 2      | 4      |
| 7     | Frankreich   | 1    | 2      | 3      | 6      |
| 8     | Ukraine      | 1    | 2      | 2      | 5      |
| 9     | Griechenland | 1    | 0      | 2      | 3      |
| 10    | Montenegro   | 0    | 1      | 3      | 4      |
| 11    | Lettland     | 0    | 1      | 1      | 2      |
| 12    | Portugal     | 0    | 1      | 0      | 1      |
|       | Luxemburg    | 0    | 1      | 0      | 1      |
|       | Albanien     | 0    | 1      | 0      | 1      |
| 15    | Kosovo       | 0    | 0      | 2      | 2      |
|       | Armenien     | 0    | 0      | 2      | 2      |
| 17    | Bulgarien    | 0    | 0      | 1      | 1      |
|       | Schweden     | 0    | 0      | 1      | 1      |
|       | Schweiz      | 0    | 0      | 1      | 1      |
| Total | Total        | 16   | 16     | 32     | 64     |